# Dorota Zdanowska
Dorota Zdanowska, po mężu Girard (ur. 4 marca 1954 w Kazimierzu Dolnym) – polska sterniczka, olimpijka z Montrealu 1976.
Zawodniczka klubu AZS Warszawa.
Uczestniczka mistrzostw świata w roku 1975, w których wystartowała w czwórce ze sternikiem (partnerkami były: Mieczysława Franczyk, Aleksandra Jachowska, Aleksandra Kaczyńska, Janina Klucznik). Polska osada zajęła 9. miejsce.
Na igrzyskach olimpijskich w roku 1976 w Montrealu wystartowała jako sternik w ósemkach (partnerkami były:Anna Brandysiewicz, Bogusława Kozłowska, Barbara Wenta, Aleksandra Kaczyńska, Róża Data, Danuta Konkalec, Mieczysława Franczyk, Maria Stadnicka). Polska osada zajęła 7. miejsce.
Jej mąż Lionel Girard również był wioślarzem, reprezentantem Francji na igrzyskach olimpijskich w 1976.